# 岡林頌弥
岡林 頌弥（おかばやし しょうや、1991年1月16日）- は、日本の映画監督、実業家。SKY PRODUCTION株式会社代表取締役。高知県高知市出身。

## 来歴
1991年、高知県高知市に生まれる。幼少期から野球を始め、2008年に第90回全国高等学校野球選手権大会に高知高校のメンバーとして甲子園に出場。高校野球雑誌「甲子園の星」では将来の夢に「映画監督」と記載。横浜商科大学を経て2017年に社会人野球NSBベースボールクラブ旧中山製鋼の硬式野球部を現役引退。
2020年にSKYFILMを創業。2023年にSKY PRODUCTION株式会社を設立。これまでに東映の仮面ライダースーパーライブのWEB CMや世界遺産高野山などの修行PR動画を制作。
2022年、その多彩な表現力が認められ、教育ドキュメンタリー映画「道しるべ」の監督・撮影・編集を務めた。
社名にある「SKY」は、幼少期から影響を受けていたSF映画「スターウォーズ」の主人公、アナキン・スカイウォーカーが由来とされている。

## 作品
- ドキュメンタリー映画「道しるべ〜あなたは誰の人生に登場しますか〜」（2022年9月23日）